# Jean-Adolphe de Holstein-Gottorp
Jean Adolphe de Holstein-Gottorp, (en allemand Johann Adolf von Hosltein-Gottorp), né le 27 février 1575 au Château de Gottorf et décédé le 31 mars 1616 à Schleswig.
Il est co-duc de Schleswig-Holstein-Gottorp de 1587 à 1590, Duc de Schleswig-Holstein-Gottorp de 1590 à 1616, Prince-évêque de Lübeck de 1586 à 1607, Prince-Archevêque de Brême de 1585 à 1596.

## Famille
Fils de Adolphe de Holstein-Gottorp et de Christine de Hesse.

### Mariage et descendance

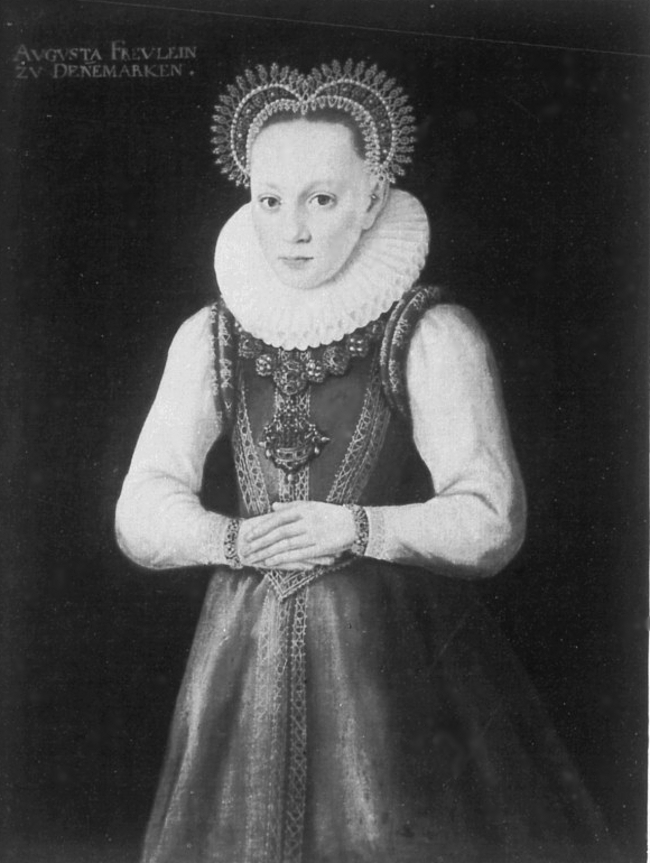
Augusta de Danemark

Le 30 août 1596, Jean Adolphe de Holstein-Gottorp épouse à Copenhague Augusta de Danemark (1580-1639), (fille de Frédéric II de Danemark).
Huit enfants sont nés de cette union :
- Frédéric III de Holstein-Gottorp (1597-1659), duc de Schleswig-Holstein-Gottorp, épouse en 1630 Marie-Élisabeth de Saxe
- Élisabeth Sophie de Holstein-Gottorp (1599-1627), en 1621, elle épouse le duc Auguste de Saxe-Lauenbourg (†1656)
- Adolphe de Holstein-Gottorp (1600-1631)
- Dorothée de Holstein-Gottorp (1602-1682), en 1633, elle épouse le duc Joachim Ernest Ier de Schleswig-Holstein-Sonderbourg-Plön (1595-1671)
- Hedwige de Holstein-Gottorp (1603-1657), en 1620, elle épouse le comte palatin Auguste de Palatinat-Soulzbach (1582-1632)
- Jean de Holstein-Gottorp (1606-1655), il est évêque de Lübeck, en 1640, il épouse Julie de Wurtemberg-Juliusbourg (†1661), (fille du duc Jules de Wurtemberg-Juliusbourg et petite-fille de Frédéric Ier de Wurtemberg (duc))
- Christian de Holstein-Gottorp (1609-1609).

## Biographie
À la mort de son frère Frédéric de Holstein-Gottorp le 15 juin 1587, Jean Adolphe de Holstein-Gottorp règne conjointement avec son frère Philippe de Holstein-Gottorp. Au décès de ce dernier le 18 octobre 1590 il règne seul sur le Holstein-Gottorp.
Au printemps de 1598, Jean Adolphe de Holstein-Gottorp voyage incognito en Angleterre afin de rendre visite à son épouse, sœur d'Anne de Danemark, épouse de Jacques Ier d'Angleterre. Lors de ce séjour il se rend dans la ville côtière de Fife et à Dundee. Il visite la forteresse en compagnie du fondateur de la franc-maçonnerie William Schaw.
Il est le premier prince évêque protestant de Lübeck.

## Généalogie
Jean Adolphe de Holstein-Gottorp appartient à la première branche de la Maison d'Oldenboug-Gottorp, issue de la première branche de la Maison d'Oldenbourg. Cette lignée de Holstein-Gottorp donna des tsars à la Russie. Il est l'ascendant de l'actuel chef de la Maison impériale de Russie le grand-duc Nicolas Romanovitch de Russie et du prince Antoine Gunther d'Oldenbourg.